# The Voice of China
Pour les articles homonymes, voir The Voice.
The Voice of China (en chinois 中国好声音 ; en pinyin Zhōngguó Hǎo Shēngyīn, littéralement La Belle Voix chinoise) est une émission de télé-crochet musical, diffusée en Chine depuis le 13 juin 2012 sur Zhejiang Television (en).

## Principe
La Voix de Chine est une adaptation chinoise de l'émission de télé-crochet musical The Voice of Holland. Les candidats sont sélectionnés au cours de castings ouverts au public. En 2013, les producteurs emploient 200 directeurs de casting.
Un jury composé de membres de l'industrie musicale chinoise prend part à l'émission. Comme dans The Voice of Holland, ils tournent le dos aux candidats afin de les juger uniquement sur leur interprétation. En 2012, le show est présenté par Hua Shao et le jury est composé de Liu Huan, Na Ying, Yang Kun et Harlem Yu (en). Durant la 2de saison, le chanteur chinois Wang Feng et la chanteuse taïwanaise A Mei intègrent le jury aux côtés de Na Ying and Harlem Yu.

## Popularité
La Voix de Chine est diffusée depuis juillet 2012. Selon les firmes de mesure d'audience, les épisodes sont visionnés en moyenne par 7 millions de téléspectateurs et plus de 70 millions d'internautes. Durant la première émission de la 2de saison, La Voix de Chine réalise une audience de 3,62 %, avec une pointe à 4,63 %, ce qui constitue un record pour la « première » d'une émission télévisée en Chine (the highest ratings for a show premiere ever). Durant sa première saison, le show génère 300 millions de yuan (environ 49 millions de dollars) de recettes publicitaires. L'année suivante, l'accroissement de son audience lui permet d'atteindre le milliard de yuan (environ 164 millions de dollars).

## Accueil critique
Selon les critiques, La Voix de Chine se distingue des autres émissions chinoises de téléréalité, dont les résultats sont prédéterminés et favorisent les candidats les plus photogéniques.
Les téléspectateurs regrettent que certains candidats aient déjà pris part à d'autres émissions musicales.

### Participants
| Saisons   | Saisons | Saisons | Saisons | Saisons | Saisons |
| Coach     | 1       | 2       | 3       | 4       | 5       |
| --------- | ------- | ------- | ------- | ------- | ------- |
| Yang Kun  |         |         |         |         |         |
| Na Ying   |         |         |         |         |         |
| Liu Huan  |         |         |         |         |         |
| Harlem Yu |         |         |         |         |         |
| Wang Feng |         |         |         |         |         |
| A Mei     |         |         |         |         |         |
| Chyi Chin |         |         |         |         |         |
| Jay Chou  |         |         |         |         |         |

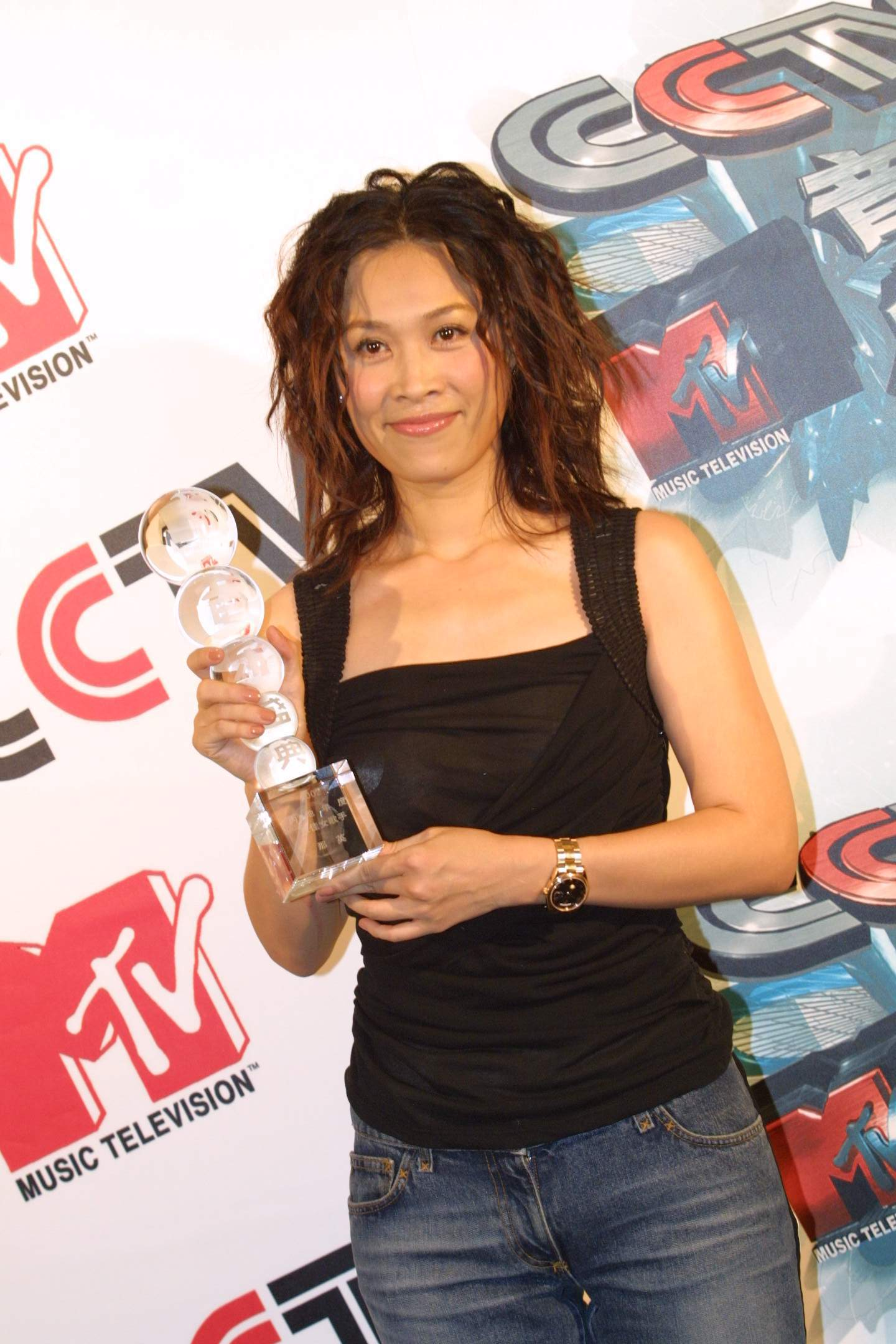
Na Ying
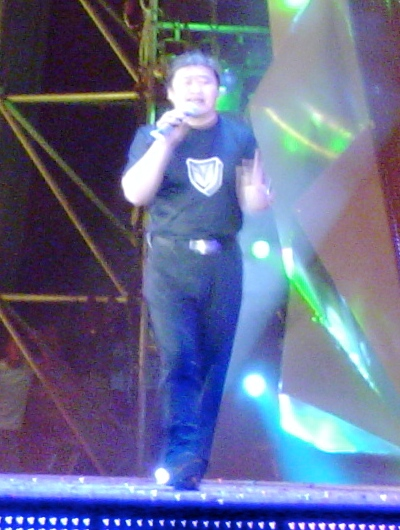
Liu Huan
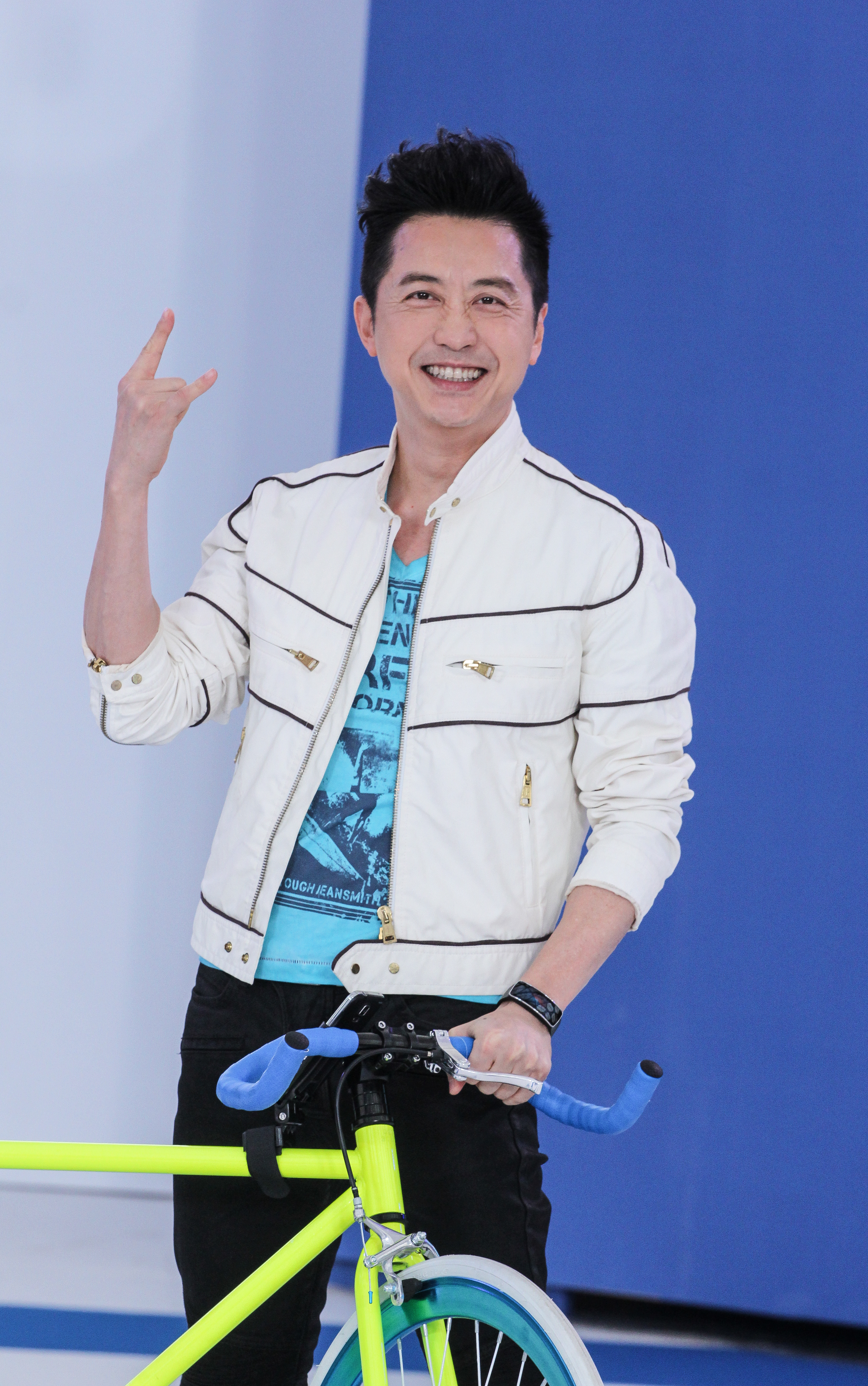
Harlem Yu
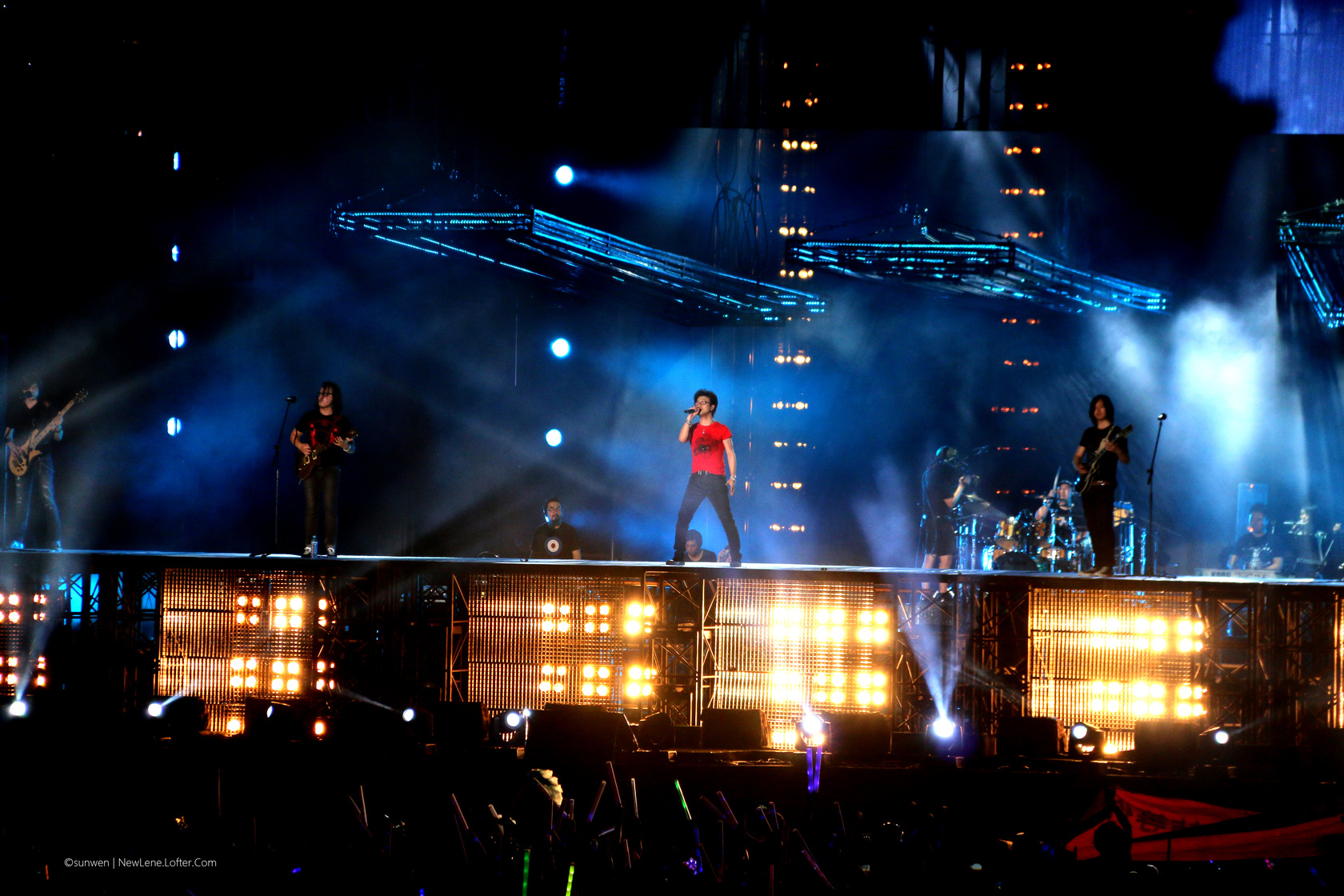
Wang Feng
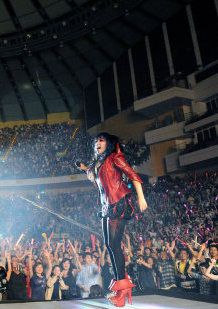
A Mei
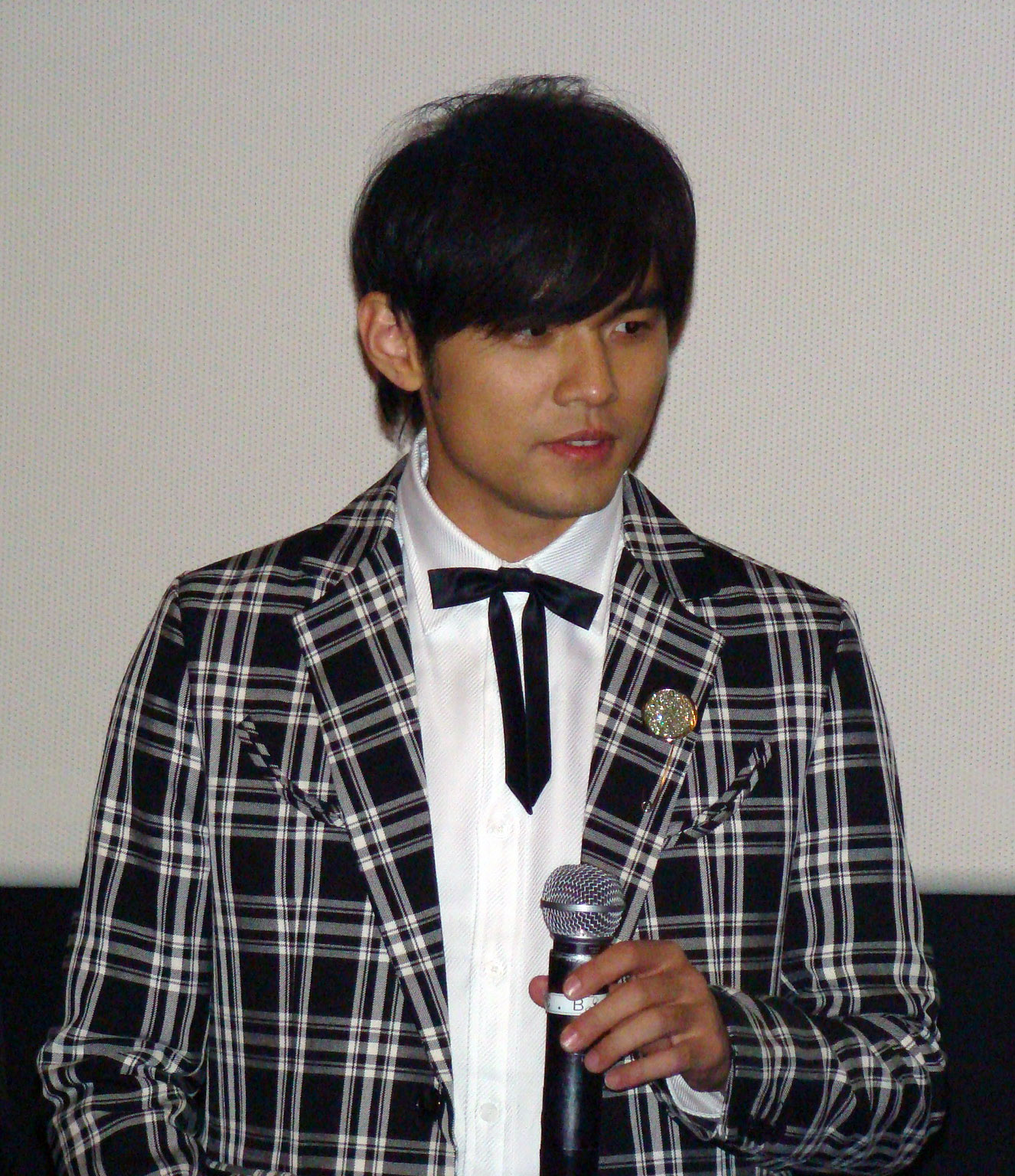
Jay Chou

### Résumé des saisons
- Équipe Kun
- Équipe Ying
- Équipe Huan
- Équipe Yu

- Équipe Feng
- Équipe A Mei
- Équipe Chin
- Équipe Jay

| Saison | Chaîne                      | Première        | Finale            | Vainqueur    | Deuxième       | Troisième    | Autres finalistes | Coach gagnant | Présentateur | Ordre des chaises des coachs | Ordre des chaises des coachs | Ordre des chaises des coachs | Ordre des chaises des coachs |
| Saison | Chaîne                      | Première        | Finale            | Vainqueur    | Deuxième       | Troisième    | Autres finalistes | Coach gagnant | Présentateur | 1                            | 2                            | 3                            | 4                            |
| ------ | --------------------------- | --------------- | ----------------- | ------------ | -------------- | ------------ | ----------------- | ------------- | ------------ | ---------------------------- | ---------------------------- | ---------------------------- | ---------------------------- |
| 1      | ZRTG et Zhejiang Television | 13 juillet 2012 | 30 septembre 2012 | Bruce Liang  | Momo Wu        | Jike Junyi   | Kim Ji-mun        | Na Ying       | Hu Qiaohua   | Kun                          | Ying                         | Huan                         | Yu                           |
| 2      | ZRTG et Zhejiang Television | 12 juillet 2013 | 7 octobre 2013    | Li Qi        | Zhang Hengyuan | Xuan Xuan    | Jin Runji         | A Mei         | Hu Qiaohua   | Feng                         | A Mei                        | Ying                         | Yu                           |
| 3      | ZRTG et Zhejiang Television | 18 juillet 2014 | 7 octobre 2014    | Zhang Bichen | Perhat Khaliq  | Ryan Yu      | UZ Qin            | Na Ying       | Hu Qiaohua   | Chin                         | Feng                         | Ying                         | Kun                          |
| 4      | Zhejiang Television         | 17 juillet 2015 | 16 octobre 2015   | Zhang Lei    | Tifa Chen      | Tan Xuanyuan | Beibei            | Na Ying       | Hu Qiaohua   | Yu                           | Feng                         | Ying                         | Jay                          |
| 4      | Zhejiang Television         | 17 juillet 2015 | 16 octobre 2015   | Zhang Lei    | Tifa Chen      | Tan Xuanyuan | Leon Lee          | Na Ying       | Hu Qiaohua   | Yu                           | Feng                         | Ying                         | Jay                          |
| 5      |                             | TBA 2020        | TBA 2020          |              |                |              |                   |               |              | A Mei                        | Ying                         | Yu                           | Feng                         |